# Bolan's Zip Gun
Bolan's Zip Gun este un album din 1975 al trupei T. Rex . Nu a intrat în clasamentele din Regatul Unit iar Marc Bolan nu va mai avea succes în topuri până la lansarea albumului Futuristic Dragon din 1976 . A fost primul album produs în totalitate de Marc Bolan care renunțase la serviciile fostului producător Tony Visconti . 

## Tracklist
1. "Light of Love" (3:16)
2. "Solid Baby" (2:37)
3. "Precious Star" (2:53)
4. "Token of My Love" (3:40)
5. "Space Boss" (2:49)
6. "Think Zinc" (3:25)
7. "Till Dawn" (3:02)
8. "Girl in The Thunderbolt Suit" (2:20)
9. "I Really Love You Babe" (3:33)
10. "Golden Belt" (2:41)
11. "Zip Gun Boogie" (3:26)

- Toate cântecele au fost scrise de Marc Bolan

## Single-uri
- "Light of Love" (1974)
- "Zip Gun Boogie" (1974)

## Componență
- Marc Bolan - voce , chitare
- Mickey Finn - percuție
- Dino Dines - claviaturi
- Gloria Jones - voce de fundal , clavinet
- Steve Currie - bas
- Davy Lutton - tobe